# Gorgan (quartier de Téhéran)
Gorgan est un quartier du centre-ville de Téhéran en Iran.